# Orosz György (humorista)
Orosz György (Hajdúnánás, 1977. december 31. –) stand-up komikus, humorista, író.
A Stand up comedy Humortársulat és a Humortechnikum alapítója és művészeti vezetője, a Showder Klub, a Rádiókabaré és a Comedy Central állandó fellépője, a Mensa HungarIQa tagja. A Feri naplója a karantén idején című könyv szerzője.

## Humorista
Orosz Gyuri napjaink egyik legnépszerűbb stand-up komikusa, állandó fellépője az RTL Klub Showder Klub című műsorának, a Comedy Central tv csatornának és a Rádiókabarénak. Humorista pályáját a debreceni MJU Társulatban kezdte 2004-ben, majd 2010 szilveszterén megnyerte a TV2 Frizbi stand-up comedy versenyét, ahol Bochkor Gábor, Boros Lajos és Nacsa Olivér ítélték neki oda az első helyet. 2011 óta fellép a Comedy Central tv-csatorna saját gyártású stand-up műsorában.  2012 óta szerepel a nagy múltú Rádiókabaréban, arca ismerős lehet több reklámból is. 2013-ban szerződtette az RTL Klub Showder Klub című műsora. A Stand up comedy Humortársulat (elődje KOmédia Stúdió Humortársulat) alapítója és művészeti vezetője. A Humortechnikum tehetséggondozó programot 2011-ben hívta életre, azóta is a program mentora.
Önálló estek:
Gyógyíthatatlanul hülye - bemutatta a Showder Klub (2019)
No problemo - bemutatta a Showder Klub (2020)
Rosszfiúk 1 (Németh Kristóf közreműködésével) - bemutatta a Showder Klub (2021)
Rosszfiúk 2 (Németh Kristóf közreműködésével) - országos és nemzetközi turné (2021-)
Hova-hova? - országos és nemzetközi turné (2021-)

## Író
2020-ban megjelent első könyve, Feri naplója a karantén idején címmel. A humorral teleszőtt, fiktív, de a napi történésekre reagáló napló az első magyar nyelvű könyv a koronavírus-járványról, ami a karantén 50 napos időszakát dolgozza fel. A főszereplő, Feri egy kétkezi munkás, aki vidéki otthonában vészeli át a kijárási korlátozást feleségével és gyermekeivel. Az ő szemüvegén át mutatja be a szerző a karantén legjellemzőbb mozzanatait, a higiénikus bevásárlást, a párkapcsolati problémákat, a maszk és gumikesztyű hiányt, a munkahelyek elvesztését, a digitális oktatás nehézségeit és a beszűkült élethelyzet okozta szorongásos tüneteket. A történetek mindenkinek ismerősek lesznek, hiszen az író ugyanazt és ugyanabban az időben élte át, amit, és amikor az olvasó.

## Műsorvezető
A humor mellett a média világában is otthonosan mozog, saját műsora volt a debreceni Alföld Televízióban, rádiós műsorvezetőként dolgozott a debreceni City Rádióban, majd a Rádió Max Reggeli K.O. című morning show-ját vezette Kállai Kriszta műsorvezetővel.

## Mensa HungaIQa
2019-ben a hivatalos Mensa teszten mérték le az IQ-ját, a 15-ös szórású teszten 135 fölötti eredményt ért el. Ez a régi, 24-es szórású teszteken 160 fölötti IQ-t jelent. Így 2019-től hivatalosan is Mensa HungarIQa tag, ahová a népesség 2%-a tartozik.

## Magánélet
Hajdúnánáson született, 2 éves koráig Hajdúdorogon élt, majd Debrecenben nevelkedett. 2011 óta Budapesten lakik. Eredeti szakmája: reklám- és marketingmenedzser. 2018-ban eljegyezte Kállai Kriszta rádiós műsorvezetőt, a Stand up comedy Humortársulat művészeti menedzserét.